# 736-й истребительный авиационный полк ПВО
736-й истребительный авиационный полк ПВО (736-й иап ПВО) — воинская часть авиации ПВО, принимавшая участие в боевых действиях Великой Отечественной войны.

## Наименования полка
За весь период своего существования полк менял своё наименование:
- 28-й истребительный авиационный полк ПВО;
- 28-й «А» истребительный авиационный полк ПВО;
- 736-й истребительный авиационный полк;
- 736-й истребительный авиационный полк ПВО[1][2];
- Войсковая часть (Полевая почта) 21354[1][2].

## История и боевой путь полка
Свою историю полк ведёт с 8 мая 1938 года, когда в Киевском Особом военном округе на аэродроме Скоморохи на основе 34-й, 35-й и 36-й истребительных авиационных эскадрилий 35-й истребительной авиационной бригады ВВС КОВО был сформирован 28-й истребительный авиационный полк ПВО.

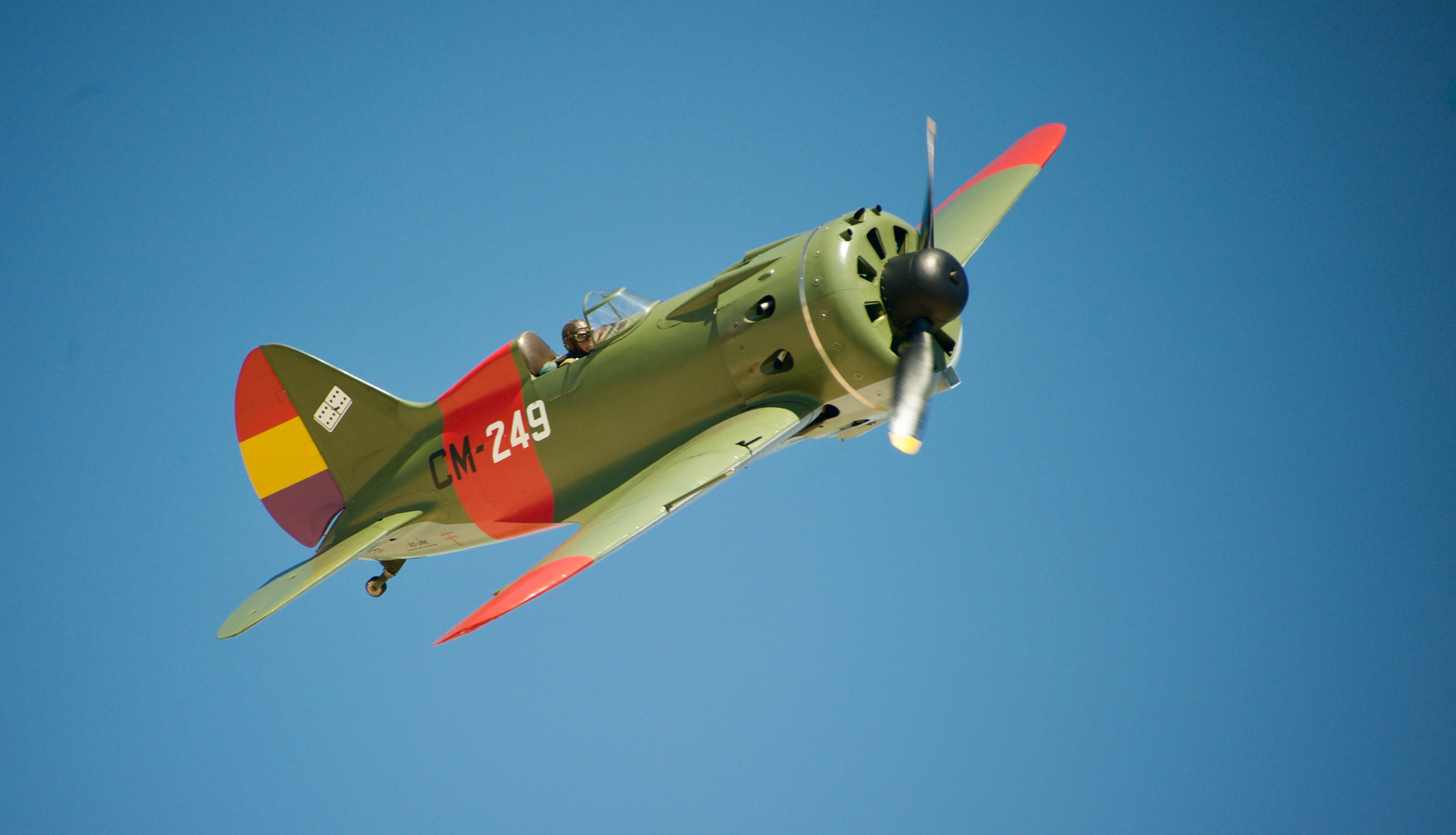
Одна из реплик И-16 тип 5 с опознавательными знаками Испанской республики. На таких самолётах летали лётчики полка в Испании

Полк прошёл славный путь, принимая участие в 1938 году составом двух эскадрилий в Гражданской войне в Испании, в июле 1939 года составом 1-й эскадрильи капитана Филькина в Халхин-Гольском конфликте в составе ВВС 1-й Армейской группы. В период с 17 по 28 сентября 1939 года полк в составе 69-й истребительной авиационной бригады ВВС Украинского фронта принимал участие в освобождении Западной Украины на самолётах И-16 и И-15бис. В январе 1940 года одна эскадрилья полка убыла на советско-финляндскую войну. А в период с 28 июня по 9 июля 1940 года 69-й истребительной авиационной бригады ВВС 12-й армии Южного фронта принимал участие в освобождении Бессарабии на самолётах И-16.
Великую Отечественную войну полк встретил в составе 15-й смешанной авиадивизии ВВС Киевского Особого военного округа (с началом войны преобразованы в ВВС Юго-Западного фронта) имея в составе 63 самолёта МиГ-3 (из них 14 неисправных) и 20 И-16 (из них 7 неисправных). Перед началом войны полк базировался на аэродроме Чунев Львовского аэроузла.

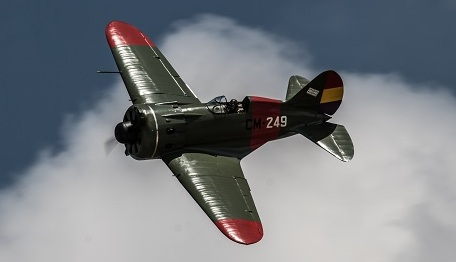
Самолёт И-16

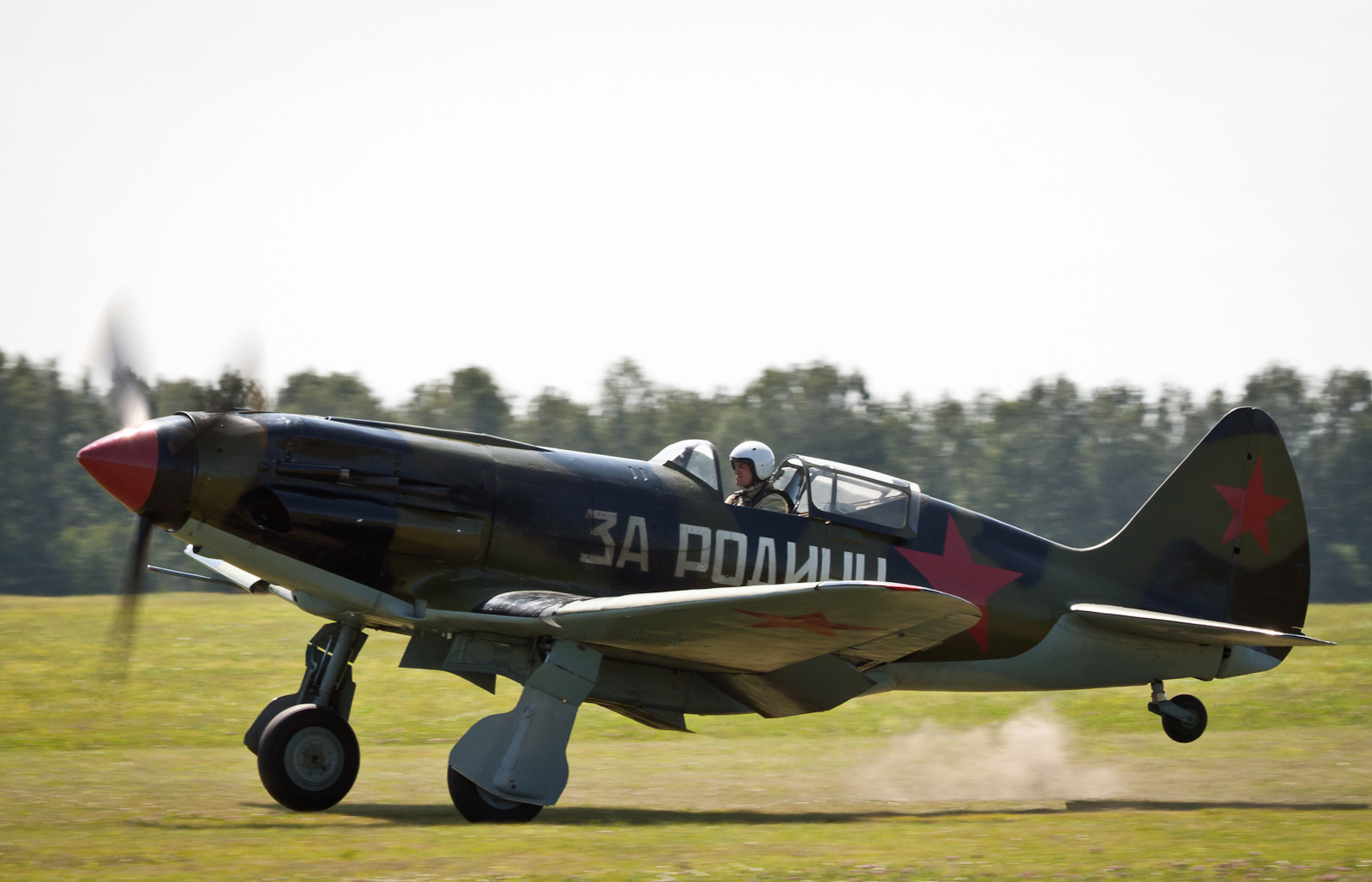
Самолёт МиГ-3

Командир полка 22 июня поднял дежурное звено до первого налёта противника, что позволило сохранить боеспособность полка. В течение дня одна группа истребителей полка была нацелена на перехват бомбардировщиков у Равы-Русской, а другая группа прикрывала Львов. Первая известная воздушная победа полка в Отечественной войне одержана 22 июня: старший лейтенант Бундюк И. С., пилотируя МиГ-3, в воздушном бою в районе деревни Синява сбил немецкий истребитель Ме-109. Всего лётчики полка к исходу дня выполнили 114 самолётовылетов и сбили четыре самолёта противника. Отдельные лётчики и самолёты произвели в этот день от 8 до 10 вылетов. Наибольший урон полку нанесла своя же зенитная артиллерия, ставшая причиной гибели трёх самолётов МиГ-3. Количество исправных новых истребителей в полку к концу дня равнялось 19.
В середине июля (15.07.1941 г.) полк пополнен лётным составом и самолётами за счёт 23-го иап 15 сад, убывающего в тыл на переформирование. 2 августа полк получил 12 самолётов МиГ-3. 8 октября 1941 года полк прибыл в Московский военный округ на аэродром Монино, где переформирован по штату 015/174 методом разделения на два полка — 28-й истребительный авиационный полк ПВО и 28-й «А» истребительный авиационный полк.

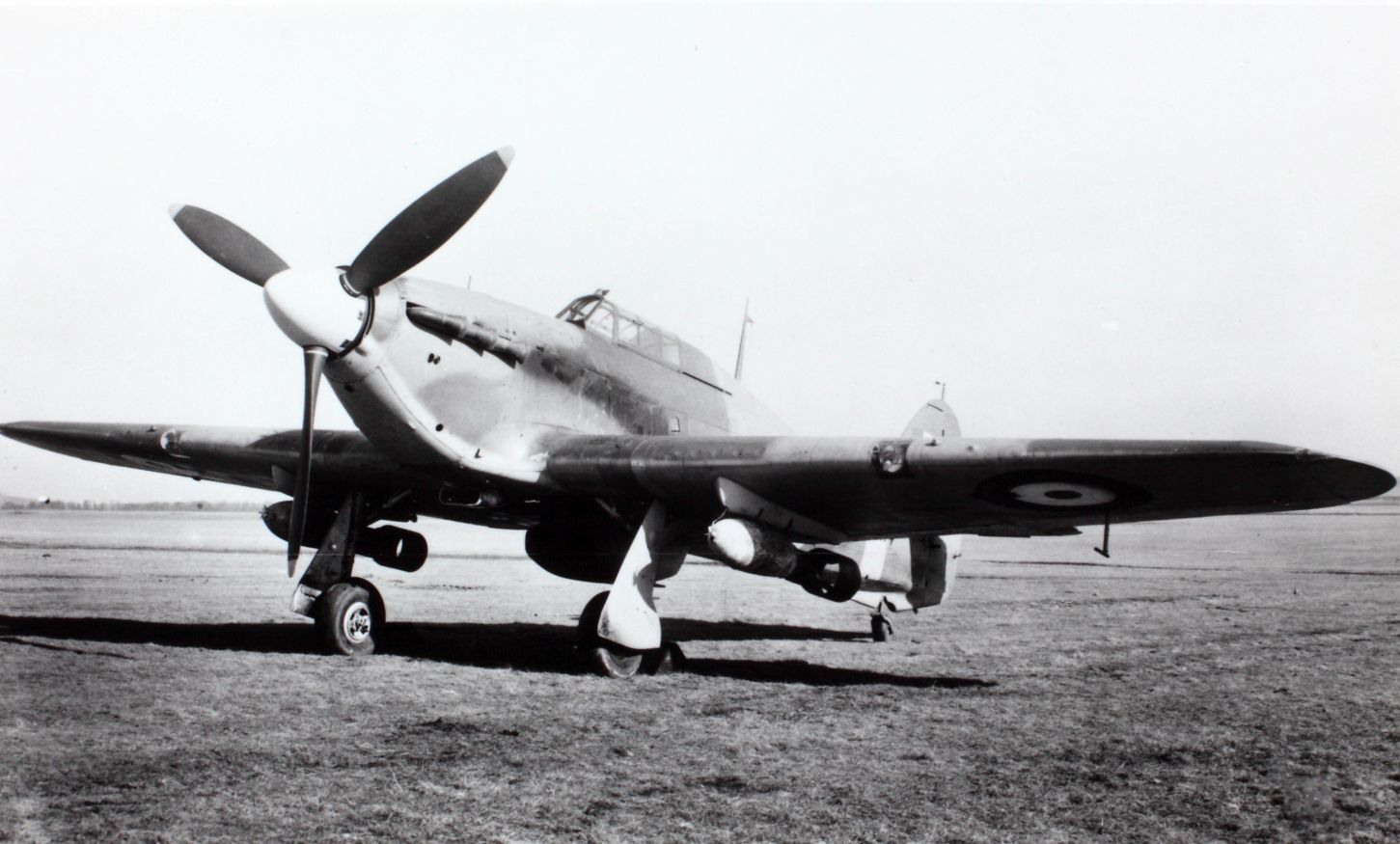
Самолёт «Харрикейн». На таких полк защищал небо Москвы в 1941 году

Так был сформирован 28-й «А» истребительный авиационный полк ПВО.
После формирования убыл в 22-й запасной истребительный авиационный полк в город Кинешма Ивановской области. К 7 ноября полк доукомплектован и освоил английские истребители «Hawker Hurricane». Уже 16 ноября 1941 года полк приступил к боевой работе в составе 6-го истребительного авиационного корпуса ПВО Московской зоны ПВО на самолётах «Харрикейн».
Первая известная воздушная победа полка в Отечественной войне одержана 2 декабря 1941 года: парой «Харрикейнов» (ведущий капитан Паршиков И. С.) в воздушном бою в районе станции Павшино сбит немецкий истребитель Ме-109 (Messerschmitt Bf.109).
19 декабря 1941 года полк переименован в 736-й истребительный авиационный полк ПВО (указание НШ ВВС МВО № 32120 от 16.12.1941; директива 6 ИАК ПВО № 001257 от 19.12.1941).
В составе 6-го истребительного авиационного корпуса ПВО Московской зоны ПВО на самолётах «Харрикейн» полк осуществлял прикрытие города и военных объектов Москвы с воздуха, помимо выполнения задач ПВО, вылетал на прикрытие наземных войск, штурмовку войск противника, действуя в интересах командования фронтов. 5 апреля 1942 года вместе с 6-м иак ПВО вошёл в состав Московского фронта ПВО.
30 июня 1942 года 9 лётчиков полка откомандированы на Сталинградский фронт в состав 4-го истребительного авиационного полка. В феврале 1943 года полк получил на вооружение самолёты Як-1 и Як-7б.
После преобразования 6-го иак ПВО 9 июня 1943 года в 1-ю воздушную истребительную армию ПВО Московского фронта ПВО вошёл во вновь сформированную в составе этого объединения 317-ю истребительную авиационную дивизию ПВО. С 4 июля 1943 года Московский фронт ПВО преобразован в Особую Московскую армию ПВО в составе Западного фронта ПВО.
С 1 октября 1943 года полк исключён из действующей армии. 24 декабря 1944 года из расформированной ОМА ПВО вместе с 317-й иад ПВО передан в состав войск Центрального фронта ПВО.

### В действующей армии
В составе действующей армии:

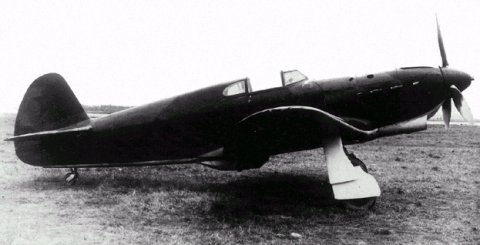
Самолёт Як-1. На таких самолётах полк защищал Москву

- с 16 декабря 1941 года по 1 октября 1943 года.

### Командиры полка

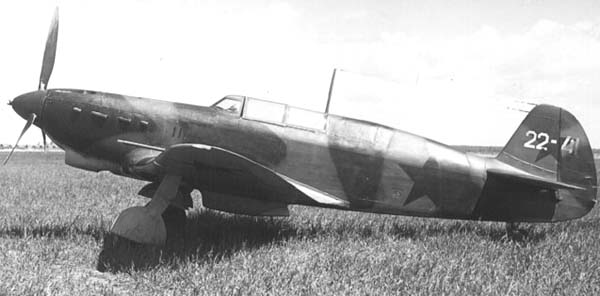
Самолёт Як-7б. Полк был вооружён такими самолётами в 1943 году

- капитан, майор Матвеев Василий Иванович (погиб), 08.10.1941 — 21.11.1942[1].
- майор, подполковник Баловленков Василий Васильевич, 24.11.1942 — 09.06.1946[1].

## Послевоенный период
В послевоенный период полк продолжал выполнять задачи по прикрытию войск и объектов тыла, города Москвы, базируясь на аэродроме Клин и входя в состав 317-й истребительной авиационной дивизии ПВО 19-й воздушной истребительной армии ПВО.
В связи с сокращением ВС СССР 8 июня 1946 года полк расформирован в составе 317-й истребительной авиационной дивизии ПВО 19-й воздушной истребительной армии ПВО (директива ГШ КА № орг/3/246964 от 23.05.1946).